# Deng Geu
Dengeu John Geu (Kampala, 1º gennaio 1997) è un cestista ugandese con cittadinanza statunitense.

## Carriera
Con l'Uganda ha disputato i Campionati africani del 2021.